# الجناح (مكيراس)

تعديل مصدري - تعديل

الجناح هي إحدى قرى عزلة مكيراس بمديرية مكيراس التابعة لمحافظة البيضاء، بلغ تعداد سكانها 74 نسمة حسب تعداد اليمن لعام 2004.